# Wisely Falls
Die Wisely Falls sind ein Wasserfall im Fiordland-Nationalpark auf der Südinsel Neuseelands. Am westlichen Ende der Murchison Mountains liegt er im Lauf des Wisely Burn. Seine Fallhöhe beträgt 415 Meter.